# Т-74 (трактор)

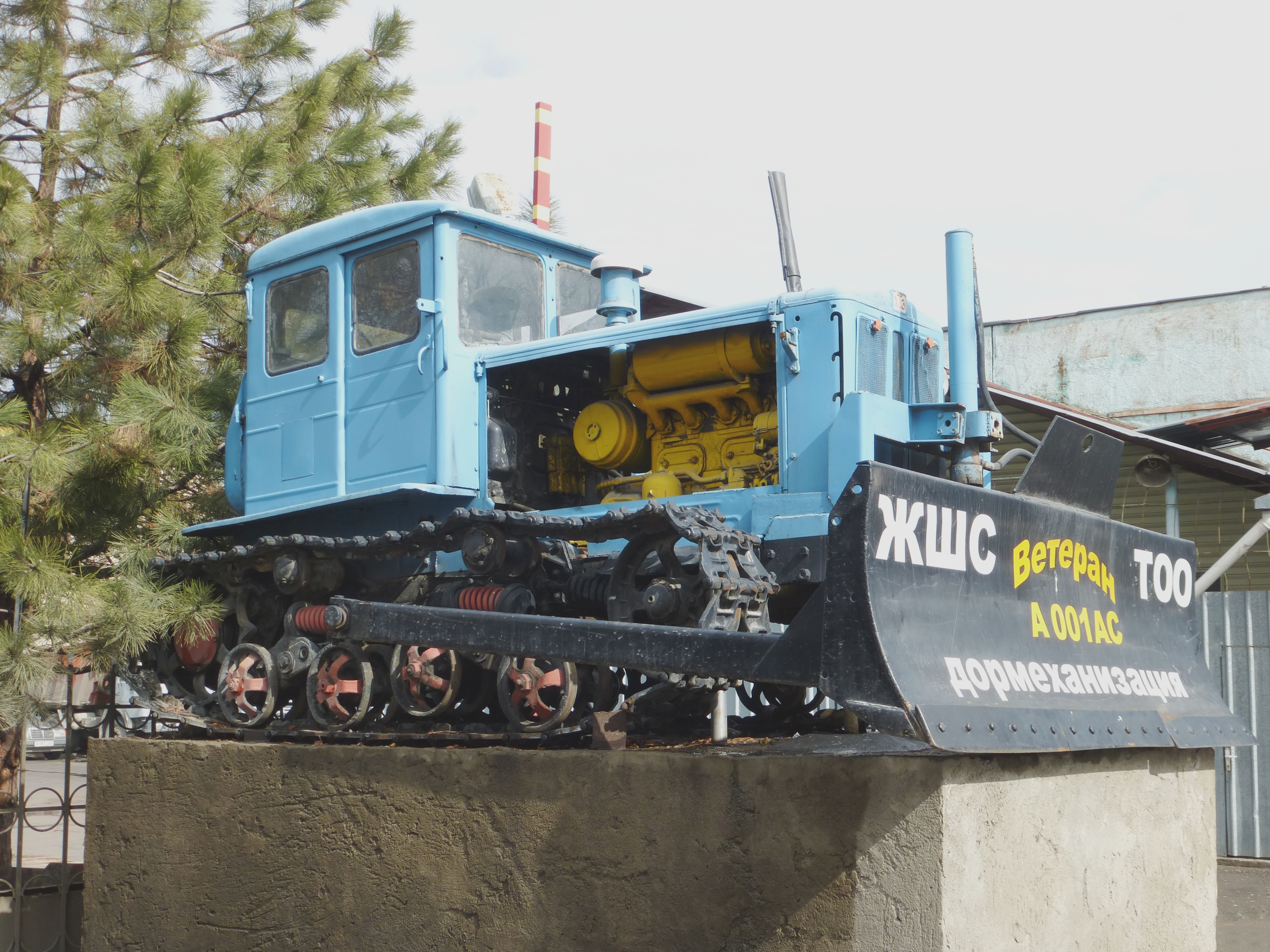
Трактор Т-74 с бульдозерным отвалом на постаменте, Алматы

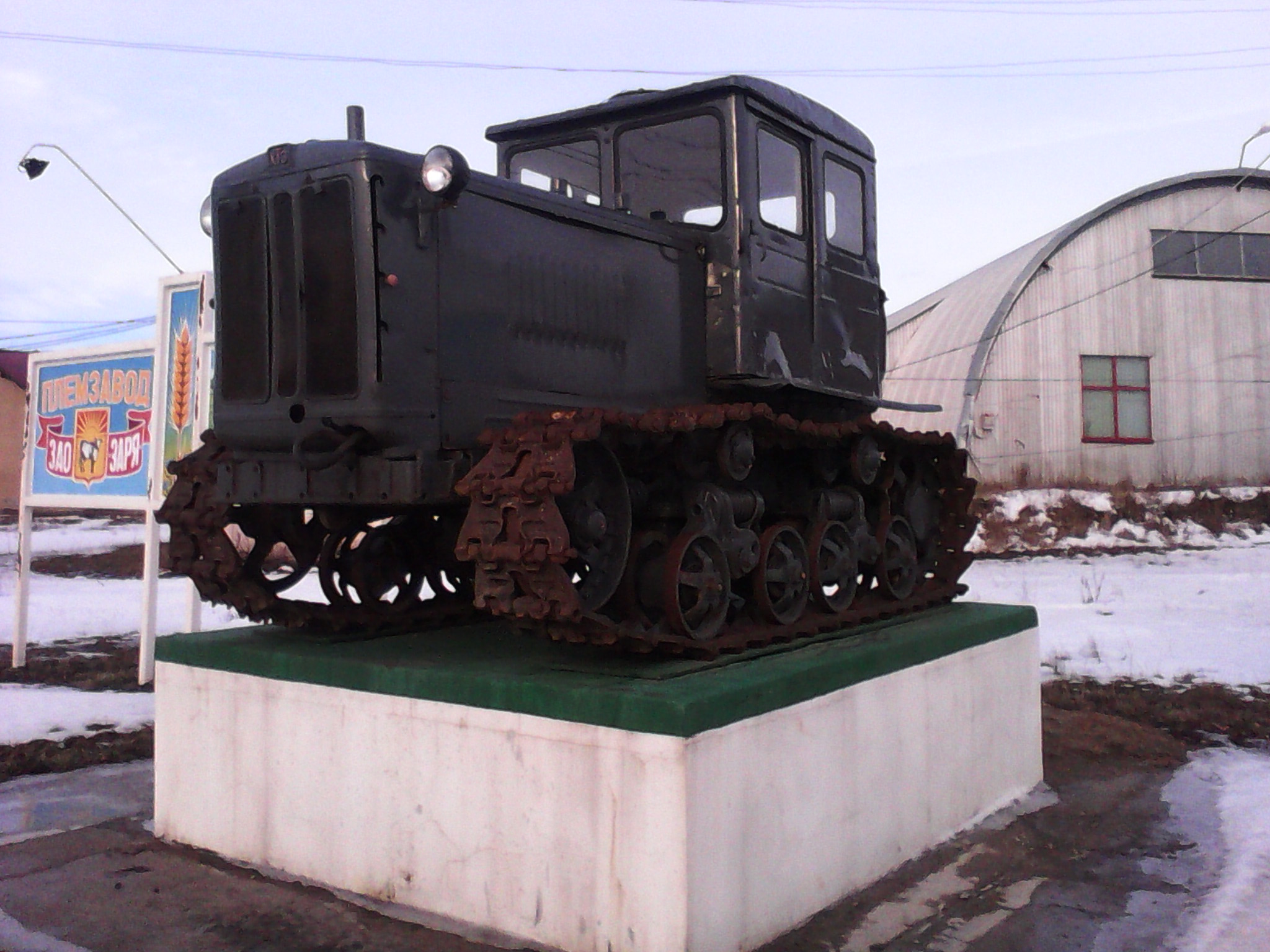
Т-74 на постаменте при въезде в Киреевск

Т-74 — советский гусеничный трактор тягового класса 3 т, выпускавшийся Харьковским тракторным заводом. Создан путём модернизации тракторов ДТ-54, Т-75. Трактор предназначен для выполнения сельскохозяйственных, транспортных работ в регионах с умеренным климатом. Выпускался с апреля 1962 г. по 24 ноября 1983 г. Количество выпущенных тракторов 880 792 шт. Выпускался также Алтайским тракторным заводом  

## Конструкция
Трактор конструктивно и внешне схож с тракторами ДТ-54 и Т-75. Остов трактора представляет собой швеллерную раму, на которой в передней части расположен двигатель, в задней — кабина. Силовая передача состоит из муфты сцепления, карданного вала, коробки передач, главной передачи, механизма поворота, конечных передач.
Двигатель СМД-14А — четырёхцилиндровый, дизельный, рядный с вихревой камерой сгорания. Воздухоочиститель циклонный с отсосной трубкой выходящей в выхлопную трубу двигателя. В результате разрежения, создаваемого выхлопными газами в отсосной трубке, собравшаяся в бункере воздухоочистителя пыль отсасывается и уносится выхлопными газами. В систему смазки включён масляный радиатор, отключаемый от системы в зимнее время путём перестановки переключателя. Для пуска двигателя при пониженных температурах на всасывающем коллекторе установлен предпусковой подогреватель. Пусковое устройство — бензиновый двигатель ПД-10М-2 с одноступенчатым редуктором.
Сцепление двухдисковое. Привод выключения сцепления — механический.
Коробка передач механическая, шестиступенчатая, управляемая двумя рычагами. Первый рычаг — группа передач (рабочие, рабочие повышенные, нейтраль.). Если есть ходоуменьшитель, то имеется замедленная группа. Второй рычаг — три передачи вперёд, задний ход, нейтраль. При отключённом сцеплении сначала включают передачу, затем группу передач. Механизм блокировки не допускает перемещение шестерён КПП до полного отключения муфты сцепления и остановки первичного вала.
Рама состоит из двух продольных швеллеров, соединённых между собой спереди литым передним брусом, посредине — двумя поперечными брусьями, сзади осью.
Подвеска балансирная.
Рабочее оборудование представлено раздельно-агрегатной гидравлической системой, задним навесным устройством, валом отбора мощности. Распределитель гидравлической системы трёхзолотниковый.
Кабина закрытая обогреваемая. В кабине размещено двухместное сиденье с мягкой спинкой. Тёплый воздух от двигателя подаётся по кожуху, внутри которого имеется регулировочная заслонка. Имеется ручной стеклоочиститель правого лобового стекла.
Органы управления: обороты дизеля регулируют с помощью рычага. Поворот трактор осуществляют с помощью одного из двух рычагов и одной из двух педалей торможения гусениц. Переключать передачи можно только при полностью выключённой муфте сцепления. Основными рабочими передачами являются вторая—четвёртая. Пятая и шестая используется для работы со специальными машинами и при транспортировке грузов. Первая передача используется лишь для преодоления кратковременных повышенных сопротивлений.
Электрооборудование работает на постоянном токе с номинальным напряжением 12 В. В состав электрооборудования входят: генератор мощностью 180 Вт, реле-регулятор, аккумулятор, стартер пускового двигателя, звуковой сигнал, амперметр, четыре фары, две лампы освещения щитка приборов, плафон для освещения кабины. Электродвигатель вентилятора кабины.